# 丹尼斯·斯皮佐夫
丹尼斯·谢尔盖耶维奇·斯皮佐夫（俄语：Денис Сергеевич Спицов，1996年8月16日—）生于沃洛格达州沃热加，是一名俄罗斯男子越野滑雪运动员，曾就读于秋明国立大学。他童年时便展现出在滑雪方面的天赋，然而他在11岁时参加一场仅限8至11岁儿童的比赛中未能获胜，后来他在老师的开导下激发了自身的动力，成绩有了明显提高。2017年12月，他在瑞士达沃斯完成了个人的世界杯分站赛首秀。